# Oveta Culp Hobby

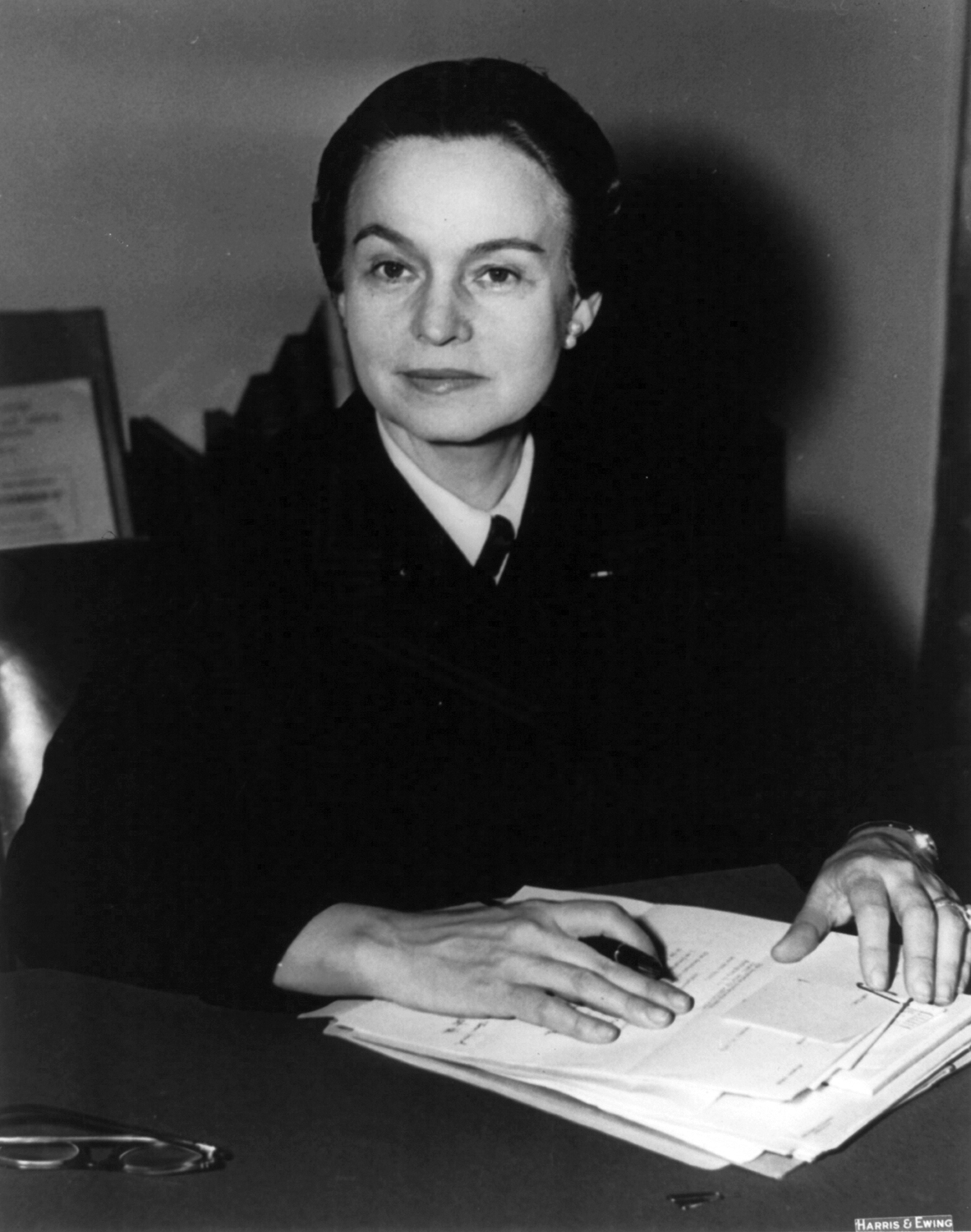
Oveta Culp Hobby

Oveta Culp Hobby, geborene Oveta Hoover Culp (* 19. Januar 1905 in Killeen, Texas; † 16. August 1995 in Houston, Texas) war eine US-amerikanische Politikerin und die erste Gesundheits-, Bildungs- und Wohlfahrtsministerin der Vereinigten Staaten.

## Leben vor der Politik
Sie besuchte verschiedene öffentliche Schulen und schloss die Temple High School in Austin ab. Danach studierte sie zwei Jahre lang am Mary Hardin Baylor College in Belton, wo sie auch Rhetorik-Kurse gab. 1931 heiratete sie William P. Hobby, einen Freund ihres Vaters, der zwischen 1917 und 1921 das Amt des Gouverneurs von Texas ausgeübt hatte. Mit ihm hatte sie zwei Kinder, William (* 1932) und Jessica (1937–2009). Ihr Sohn wurde später Vizegouverneur von Texas. Ihre Tochter heiratete Henry E. Catto, von 1989 bis 1991 US-Botschafter im Vereinigten Königreich.

## Karriere
Im Alter von 20 Jahren begann sie, für das texanische Parlament zu arbeiten. Ab 1928 plante sie Wahlkampagnen demokratischer Politiker. Anfang der 1940er Jahre wurde sie Leiterin der Woman's Interest Section im PR-Büro des Kriegsministeriums. Von 1942 bis 1945 war sie die erste Direktorin des Women’s Army Auxiliary Corps (WAAC), einer Hilfstruppe der United States Army speziell für Frauen. Sie bekleidete in dieser Funktion, als erste US-Amerikanerin, den Rang eines Colonels. Nach dem Krieg war sie für mehrere Organisationen wie das Rote Kreuz und die American Cancer Society tätig.
Am 11. April 1953 wurde sie von Präsident Dwight D. Eisenhower als Ministerin für Gesundheit, Bildung und Wohlfahrt in dessen Kabinett berufen. Sie war damit die zweite Frau in einem Ministeramt. Zu ihren ersten Amtshandlungen gehörte die Einführung der Polio-Schutzimpfung. Die Ausweitung medizinischer Einrichtungen wie Krankenhäusern, Pflegeheimen und Rehabilitationszentren war ihr ein Anliegen. Auch ein Sozialversicherungsplan wurde während ihrer Amtszeit entwickelt. Aufgrund der hohen Geburtenrate der vorhergehenden Jahre (Baby Boom) ließ sie neue Schulen bauen. Da ihr Gatte schwer erkrankt war, trat sie im Juli 1955 von ihrem Amt zurück.

## Späteres Leben
Viele Hochschulen verliehen Oveta Hobby die Ehrendoktorwürde. Auch in den Vorstand verschiedener Einrichtungen wurde sie berufen. Die Bibliothek des Colleges ihrer Geburtsstadt Killeen wurde nach der ehemaligen Ministerin benannt, was ihr viel bedeutete. 1995 starb sie in Houston und wurde auf dem dortigen Glenwood Cemetery beerdigt.